# Кауи, Дон
Дон Кауи (англ. Don Cowie; род. 15 февраля 1983, Инвернесс) — шотландский футболист, игравший на позиции полузащитника, тренер.

## Росс Каунти
В 2000 году Кауи подписал контракт с клубом «Росс Каунти», став полноправным профессиональным футболистом. Полузащитник вливался в игру команды на протяжении пару сезонов, выходя периодически на поле в этот промежуток времени. Главный тренер стал больше доверять Дону ближе к сезону 2003/2004, после чего появления Кауи на поле в стартовом составе стали носить все более частый характер. В период с 2000-го по 2007-й Дон Кауи являлся игроком клуба «Росс Каунти», в котором сыграл 160 матчей и забил 17 мячей.

## Инвернесс
В 2007 году состоялся перехода Дона Кауи в клуб «Инвернесс Каледониан Тисл», который располагался в родном городе футболиста. Его определили на поле в стартовый состав практически сразу же, после начал сезона 2007/2008, который стал для Кауи дебютным. В течение двух лет Кауи выступал в составе этого клуба, за который сыграл 67 матчей и отметился 12 забитыми мячами в ворота соперников «Инвернесса».

## Уотфорд
В 2009 году Дон Кауи перешёл в состав клуба «Уотфорд», который уже давно наблюдал за выступлениями шотландского полузащитника. Полузащитник сразу же получил место в стартовом составе, которое не покидал на протяжении первого и второго сезона, в течение которых он являлся игроком «Уотфорда». За два сезона Дон Кауи сыграл 94 матча и забил 9 мячей.

## Кардифф Сити
Летом 2011 года услугами Кауи пожелал воспользоваться уэльский клуб «Кардифф Сити». В летнее трансферное окно того же года и состоялся переход полузащитника. Сезон 2011/2012 Дон провел в стартовом составе своего нового клуба, приняв участие в 43 матчах и отметившись 4 забитыми мячами.

## Сборная Шотландии
С 2009 года Дон Кауи сыграл в 10 матчах национальной сборной Шотландии.